# تلالتيكوهلي
تلالتيكوهلي (بالإنجليزية: Tlaltecuhtli)‏ الرب الوحش الأزتيكي للأرض، سمي «سيد الأرض». وهو إله أمريكا الوسطى قبل الكولومبي يعبده في المقام الأول شعب المكسيك (الأزتيك). هو الأساس للعالم في قصة الخلق الأزتيكية للكون الخامس والأخير.
عُرف تلالتيكوهلي من عدة مخطوطات ما بعد الفتح التي استقصت أنظمة الميثولوجيا والمعتقدات المكسيكية، مثل هيستويري دو ميشيك، وفلورنتين كوديكس، وكوديكس بودلي، وكلاهما تم جمعهما في القرن السادس عشر.

## معرض صور

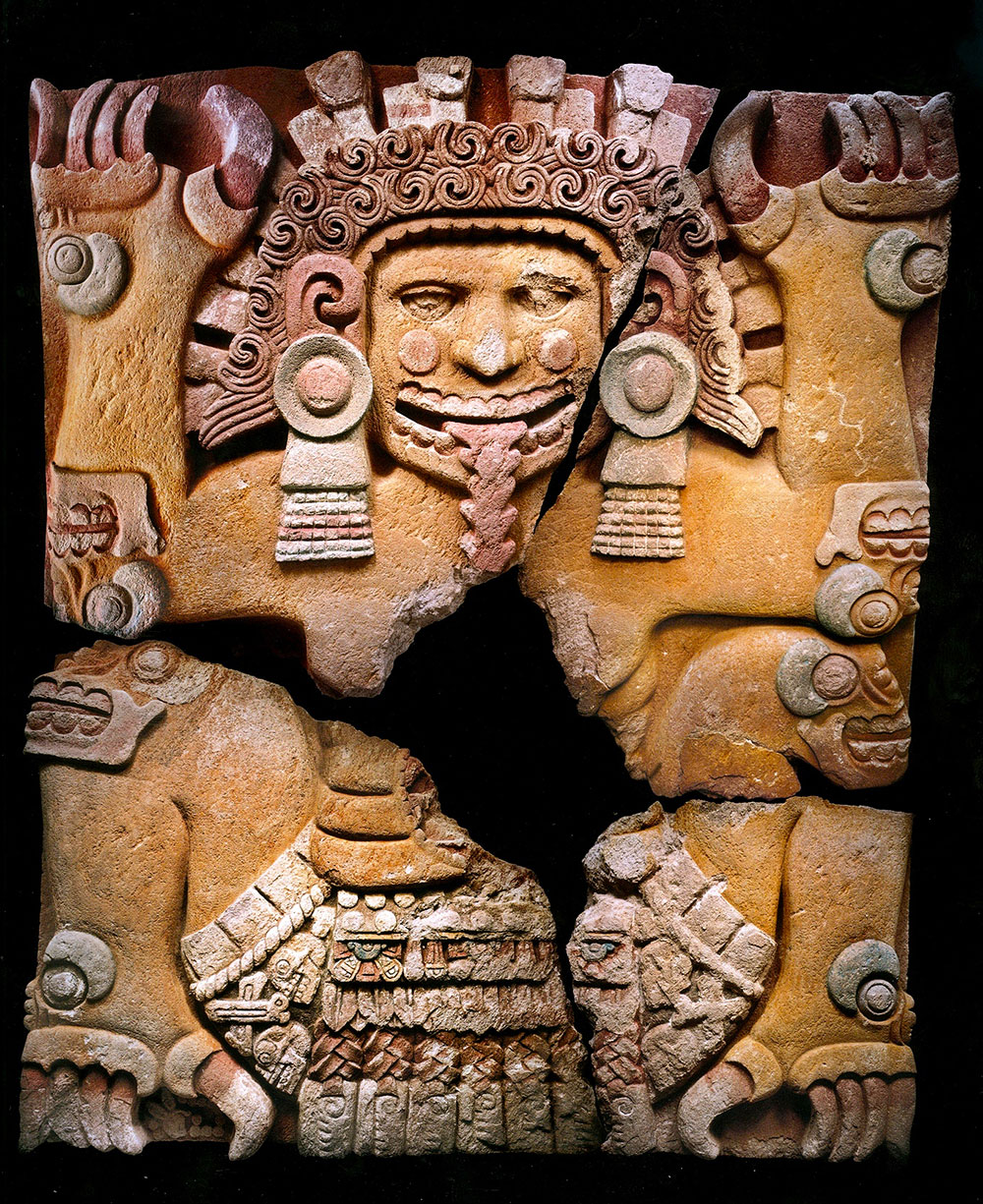
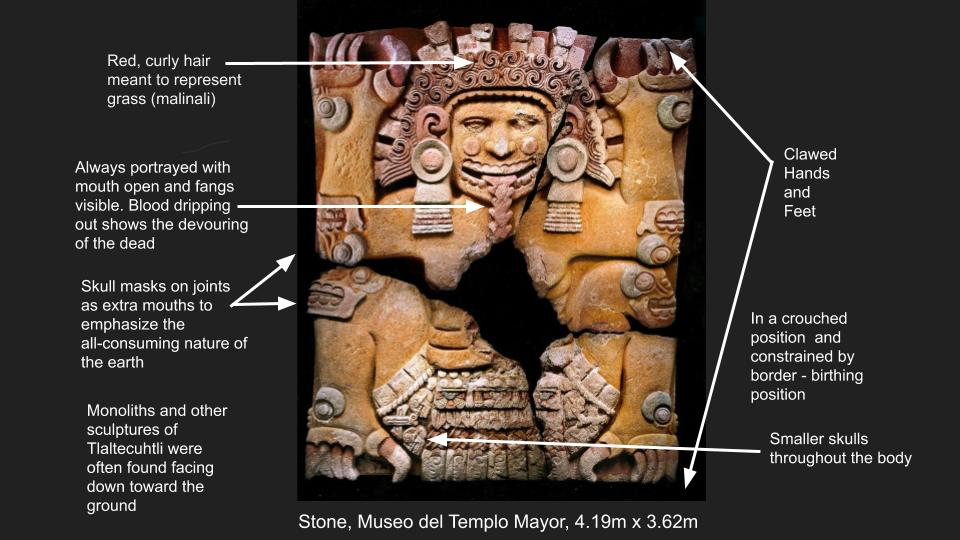
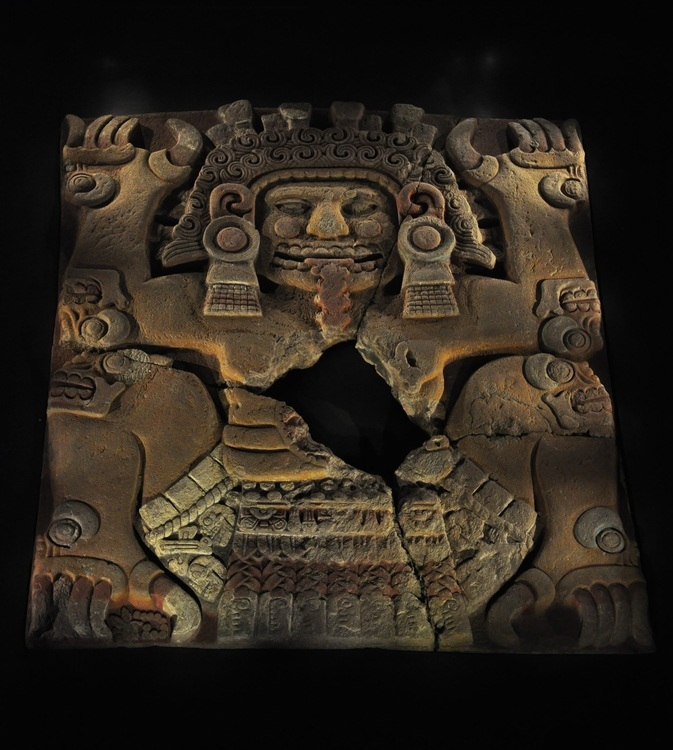
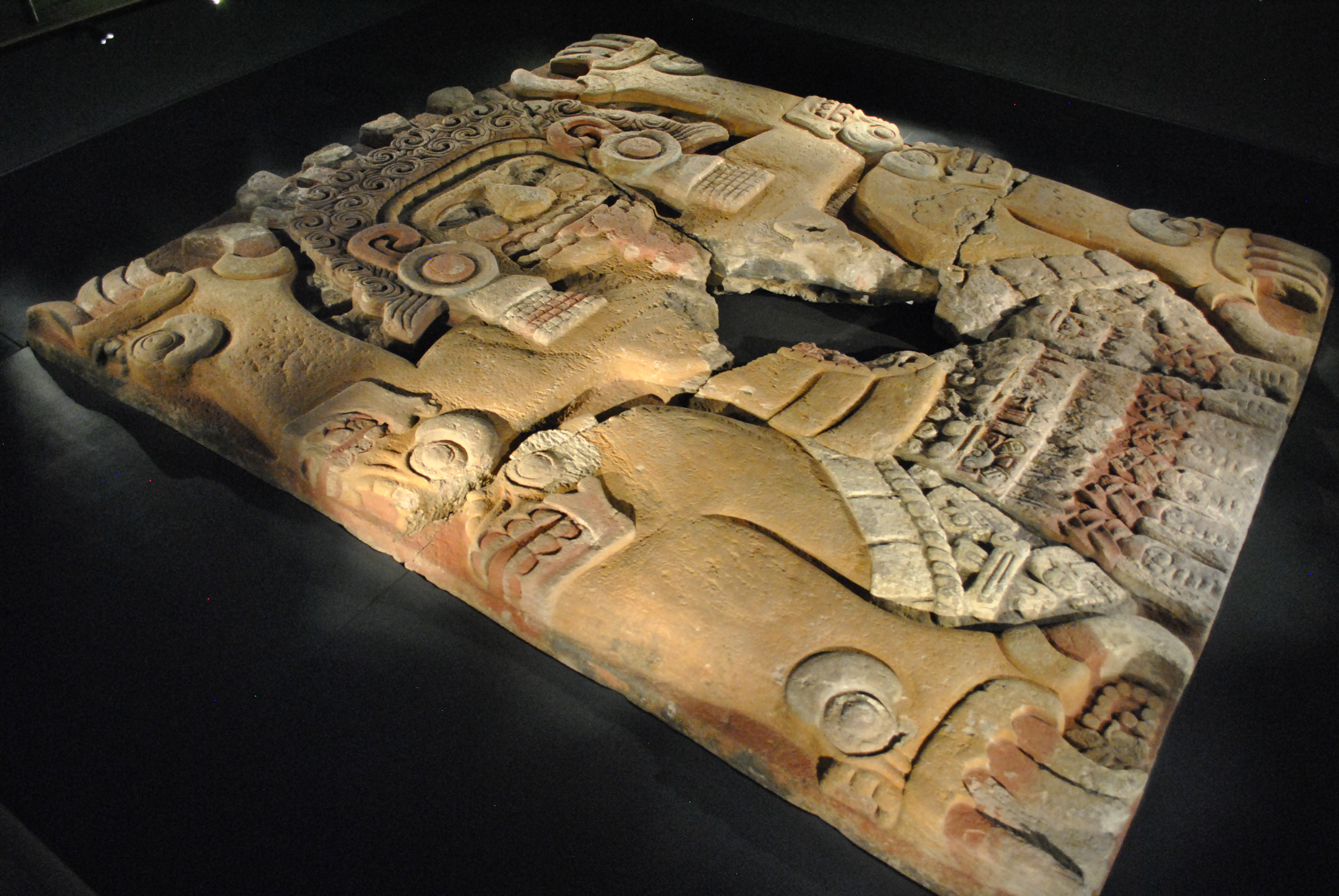
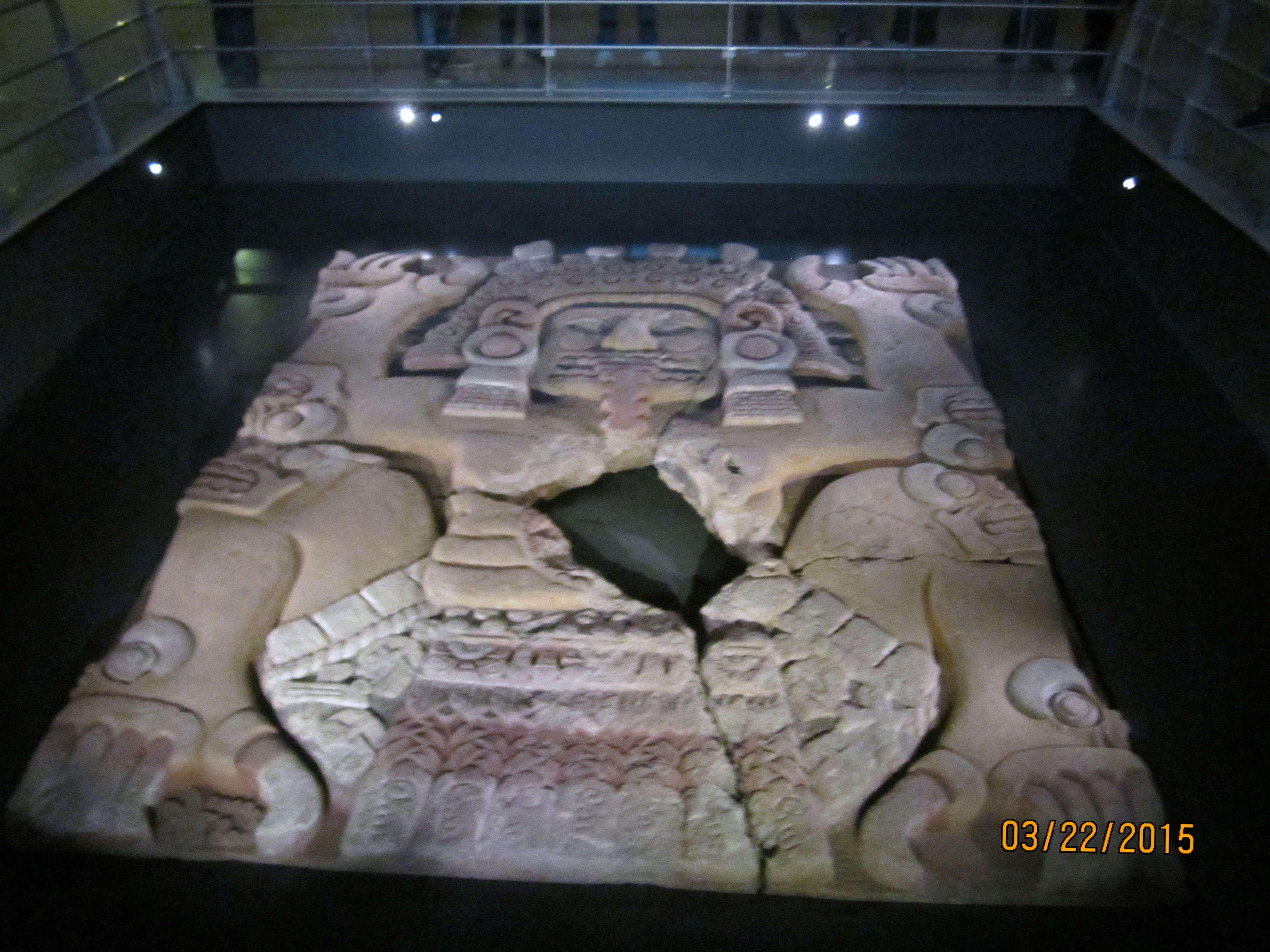
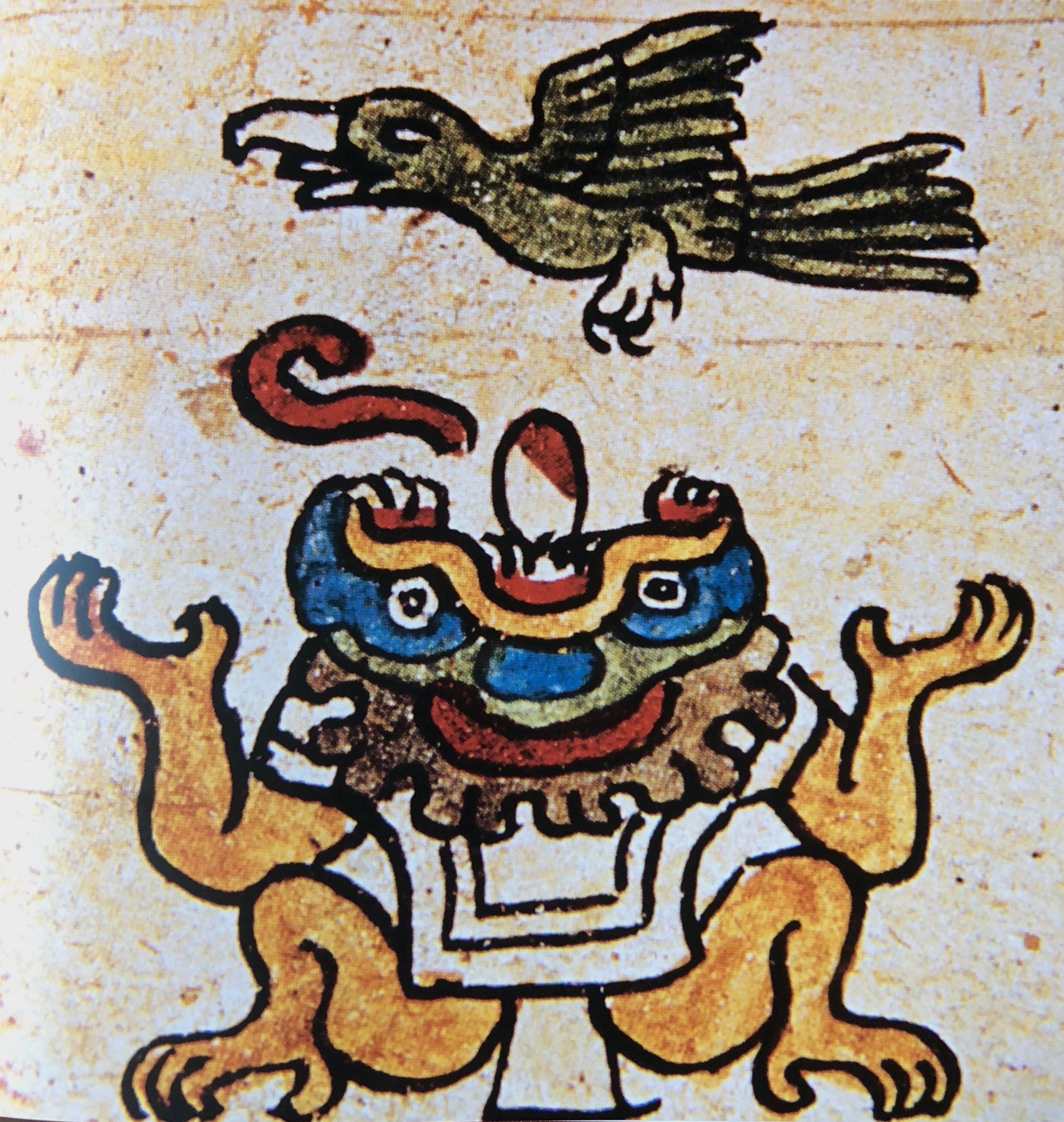
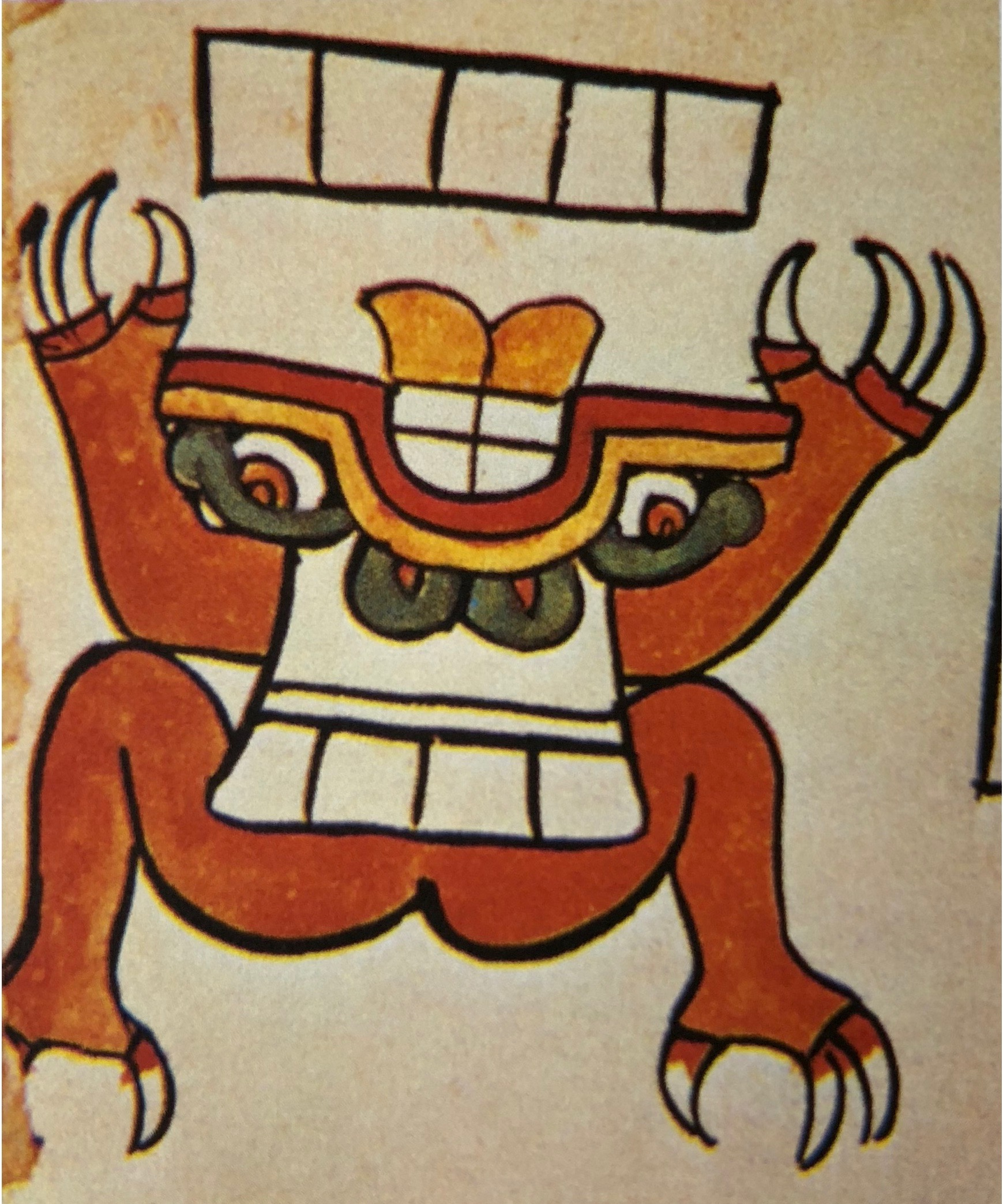
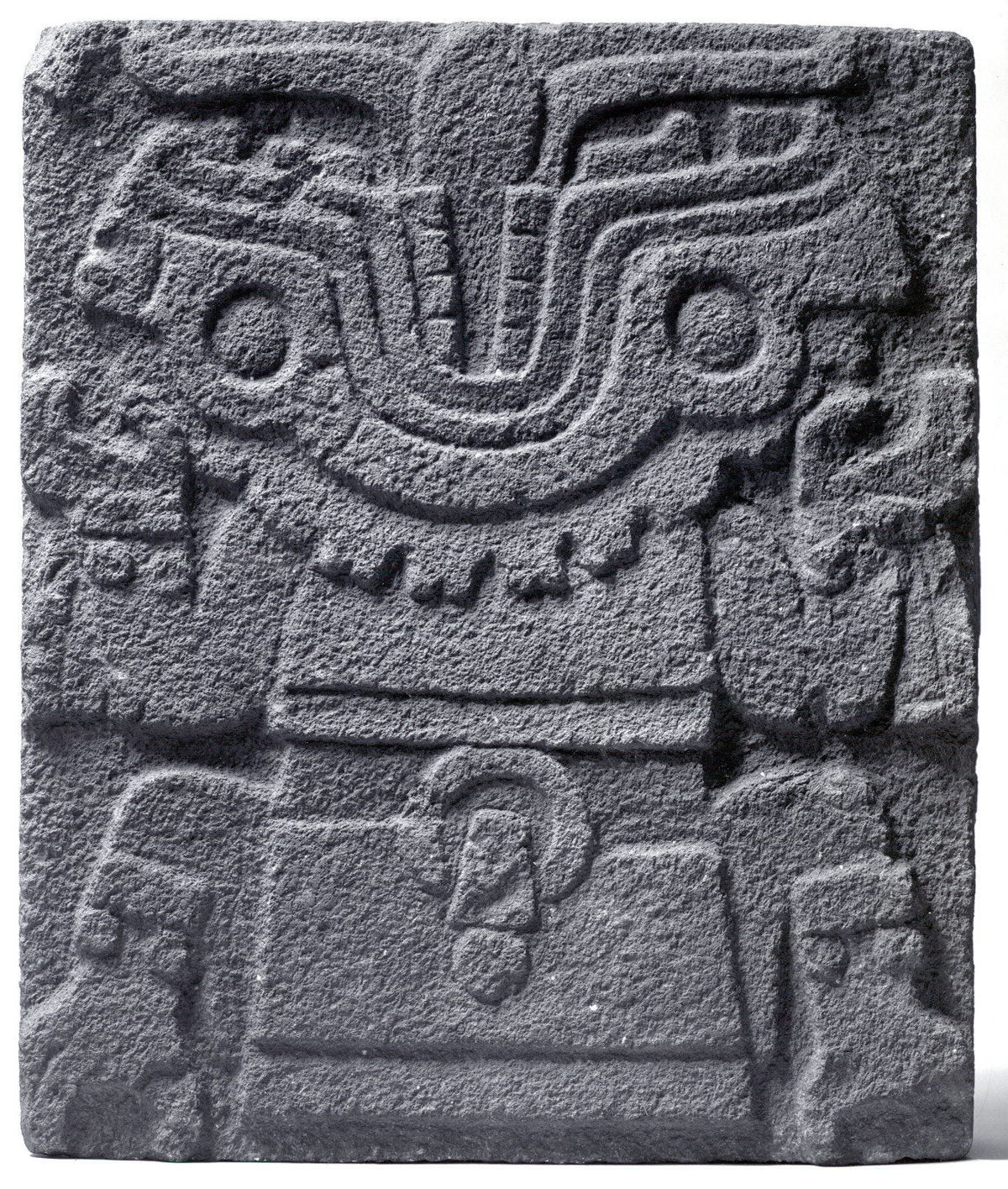
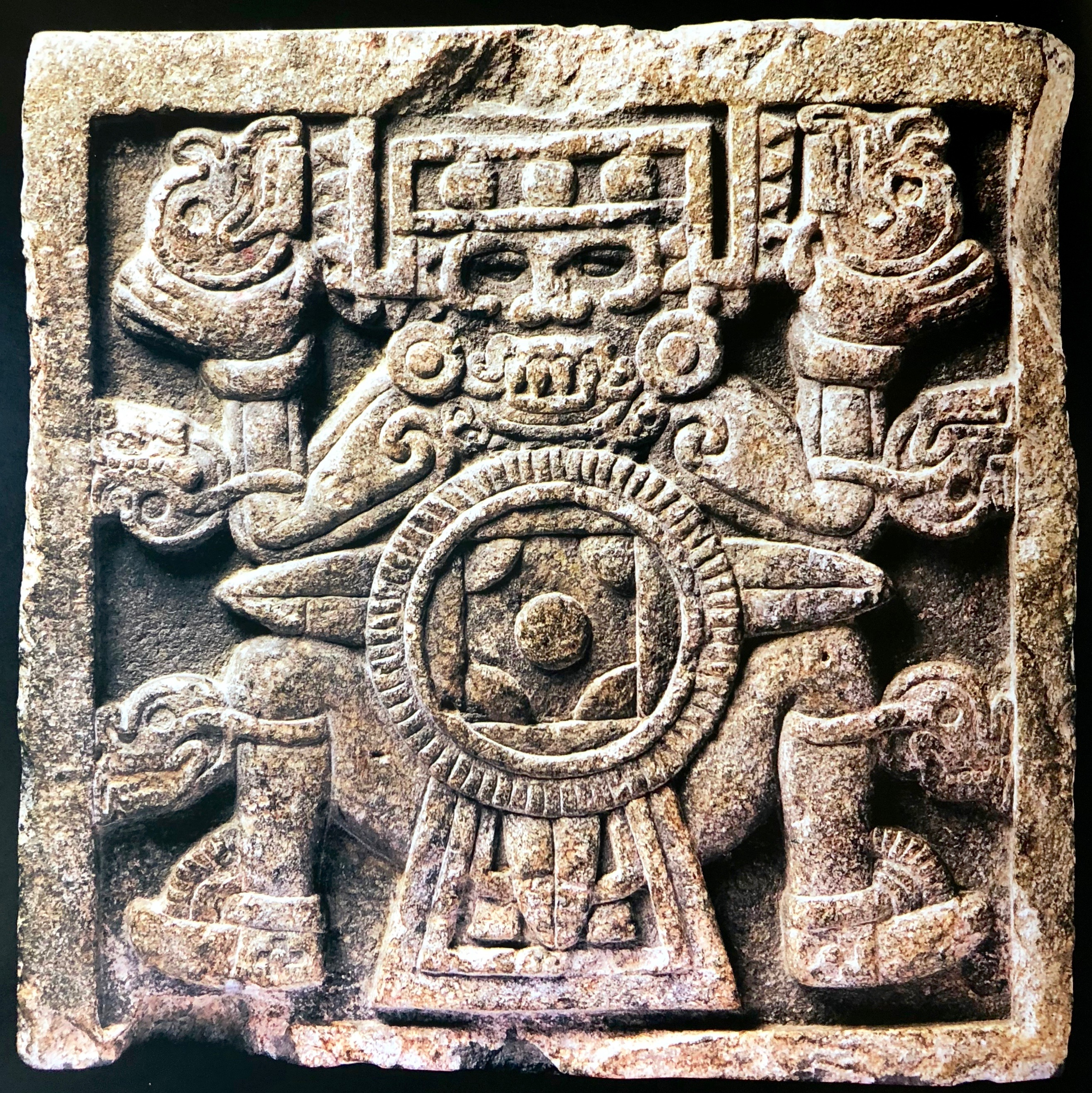
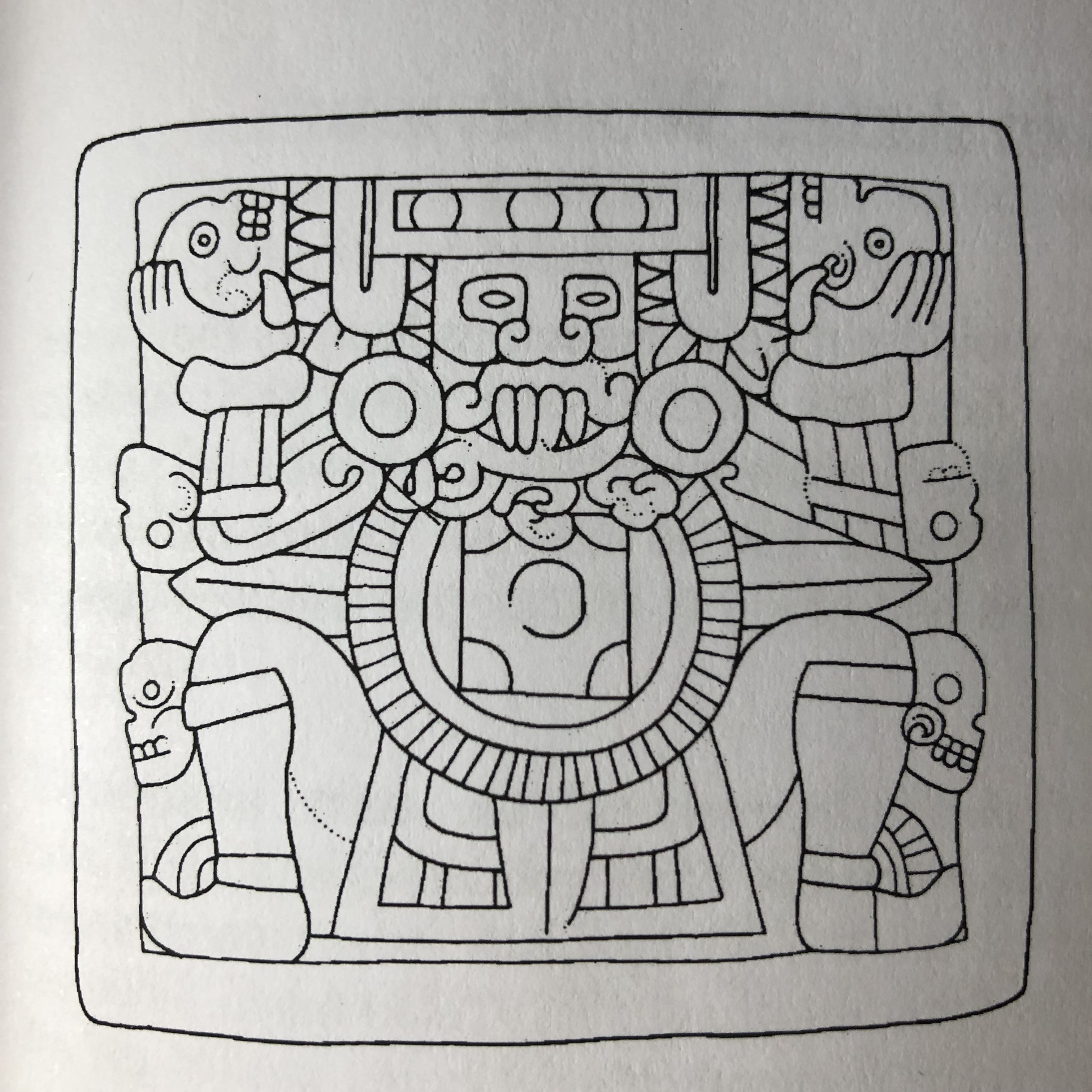